# Annie Holmström
Anna Sofia (Annie) Holmström, född 22 februari 1880 i Kristina församling i Jönköping, död 26 oktober 1953 i Bankeryds församling, var en svensk tennisspelare.
Annie Holmström spelade tennis tillsammans med sin äldre syster Ellen Brusewitz och representerade klubben Jönköpings LTK. Hon deltog i Olympiska sommarspelen 1912 i Stockholm och tillhörde då Kungliga Lawntennisklubben, trots att hon aldrig bodde i Stockholm. I såväl inomhussingel som utomhussingel nådde hon kvartsfinal i OS. I damsingel inomhus förlorade hon mot Sigrid Fick i kvartsfinalen i två raka set. Hon spelade sedan mixed dubbel tillsammans med Torsten Grönfors och tillsammans besegrade de Norges par Molla Bjurstedt-Mallory och Conrad Langaard med 2–0 i set. I kvartsfinalen förlorade de mot Sigrid Fick och Gunnar Setterwall i två raka set. Samma dag spelade Holmström kvartsfinal i singelturneringen där hon förlorade mot Edith Arnheim i en match som gick till tre set.